# Lijst van voetbalinterlands Botswana - Libië
Deze lijst van voetbalinterlands is een overzicht van alle officiële voetbalwedstrijden tussen de nationale teams van Botswana en Libië. De Afrikaanse landen speelden tot op heden vijf keer tegen elkaar. De eerste ontmoeting was een kwalificatiewedstrijd voor de Afrika Cup 2004 op 30 maart 2003 in Tripoli. Het laatste duel, een kwalificatiewedstrijd voor de Afrika Cup 2023, vond plaats in Francistown op 17 juni 2023.

## Wedstrijden
| № | Plaats      | Datum         | Competitie                   | Wedstrijd        | Uitslag |
| - | ----------- | ------------- | ---------------------------- | ---------------- | ------- |
| 1 | Tripoli     | 30 maart 2003 | Afrika Cup 2004 kwalificatie | Libië − Botswana | 0 − 0   |
| 2 | Gaborone    | 7 juni 2003   | Afrika Cup 2004 kwalificatie | Botswana − Libië | 0 − 1   |
| 3 | Gaborone    | 27 mei 2007   | Vriendschappelijk            | Botswana − Libië | 0 − 0   |
| 4 | Benghazi    | 1 juni 2022   | Afrika Cup 2023 kwalificatie | Libië − Botswana | 1 − 0   |
| 5 | Francistown | 17 juni 2023  | Afrika Cup 2023 kwalificatie | Botswana − Libië | 1 − 0   |

## Samenvatting
| Competitie              | Totaal gespeeld | Winst Botswana | Gelijk | Winst Libië | Doelsaldo Botswana – Libië |
| ----------------------- | --------------- | -------------- | ------ | ----------- | -------------------------- |
| Afrika Cup-kwalificatie | 4               | 1              | 1      | 2           | 1 − 2                      |
| Vriendschappelijk       | 1               | 0              | 1      | 0           | 0 − 0                      |
| Totaal                  | 5               | 1              | 2      | 2           | 1 − 2                      |

Wedstrijden bepaald door strafschoppen worden, in lijn met de FIFA, als een gelijkspel gerekend.
BFA · Botswaans vrouwenelftal · Olympisch elftal
1968 – 1979 ·
1980 – 1989 ·
1990 – 1999 ·
2000 – 2009 ·
2010 – 2019 ·
2020 − 2029
Algerije ·
Angola ·
Burkina Faso ·
Burundi ·
Centraal-Afrikaanse Republiek ·
China ·
Comoren ·
Congo-Kinshasa ·
Egypte ·
Equatoriaal-Guinea ·
Eritrea ·
Ethiopië ·
Gabon ·
Ghana ·
Guinee ·
Guinee-Bissau ·
Irak ·
Iran ·
Ivoorkust ·
Kaapverdië ·
Kenia ·
Lesotho ·
Liberia ·
Libië ·
Madagaskar ·
Malawi ·
Mali ·
Marokko ·
Mauritanië ·
Mauritius ·
Mozambique ·
Namibië ·
Nieuw-Zeeland ·
Niger ·
Nigeria ·
Oeganda ·
Rwanda ·
Senegal ·
Seychellen ·
Somalië ·
Swaziland ·
Tanzania ·
Togo ·
Trinidad en Tobago ·
Tsjaad ·
Tunesië ·
Zambia ·
Zimbabwe ·
Zuid-Afrika ·
Zuid-Soedan ·
Zweden
LFF · A-internationals · Bondscoaches · Libisch vrouwenelftal · Olympisch elftal
1960 – 1969 · 
1970 – 1979 · 
1980 – 1989 · 
1990 – 1999 · 
2000 – 2009 · 
2010 – 2019 ·
2020 − 2029
1964 · 
1965 · 
1966 · 
1967 · 
1968 · 
1969 · 
1970 · 
1971 · 
1972 · 
1973 · 
1974 · 
1975 · 
1976 · 
1977 · 
1978 · 
1979 · 
1980 · 
1981 · 
1982 · 
1983 · 
1984 · 
1985 · 
1986 · 
1987 · 
1988 · 
1989 · 
1990 · 
1991 · 
1992 · 
1993 · 
1994 · 
1995 · 
1996 · 
1997 · 
1998 · 
1999 · 
2000 · 
2001 · 
2002 · 
2003 · 
2004 · 
2005 · 
2006 · 
2007 · 
2008 · 
2009 · 
2010 · 
2011 · 
2012 · 
2013 ·
2014 ·
2015 ·
2016 ·
2017 ·
2018 ·
2019 ·
2020 ·
2021 ·
2022 ·
2023
Algerije ·
Angola ·
Argentinië ·
Bahrein ·
Benin ·
Botswana ·
Burkina Faso ·
Canada ·
Centraal-Afrikaanse Republiek ·
Comoren ·
Congo-Brazzaville ·
Congo-Kinshasa ·
Egypte ·
Equatoriaal-Guinea ·
Ethiopië ·
Gabon ·
Gambia ·
Ghana ·
Griekenland ·
Guinee ·
Indonesië ·
Irak ·
Iran ·
Ivoorkust ·
Jemen ·
Jordanië ·
Kaapverdië ·
Kameroen ·
Kazachstan ·
Kenia ·
Koeweit ·
Lesotho ·
Libanon ·
Liberia ·
Malawi ·
Maleisië ·
Mali ·
Malta ·
Marokko ·
Mauritanië ·
Mauritius ·
Mozambique ·
Myanmar ·
Namibië ·
Niger ·
Nigeria ·
Oeganda ·
Oekraïne ·
Oman ·
Palestina ·
Polen ·
Qatar ·
Rwanda ·
Sao Tomé en Principe ·
Saoedi-Arabië ·
Senegal ·
Seychellen ·
Soedan ·
Swaziland ·
Syrië ·
Tanzania ·
Thailand ·
Togo ·
Tsjaad ·
Tunesië ·
Turkije ·
Uruguay ·
Verenigde Arabische Emiraten ·
Wit-Rusland ·
Zambia ·
Zimbabwe ·
Zuid-Afrika ·
Zuid-Korea